# Автовокзал (Санкт-Петербург)
Автобусный вокзал Санкт-Петербурга — автовокзал в Санкт-Петербурге, расположенный по адресу: набережная Обводного канала, д. 36. Обслуживает 79 маршрутов (в том числе 15 — международных) по 5 направлениям. С 1 января 2024 года,  находится под управлением Агентства внешнего транспорта, ранее был под управлением Пассажиравтотранса .
Проект нового автовокзала, созданный архитекторами Л. Н. Семеновой, В. В. Брагиным, Ф. А. Родченко, инженерами Ю. А. Гольденбергом и М. В. Александровым, получил на смотре-конкурсе РСФСР на лучшее здание года (1963) диплом третьей степени. По мнению И. Бартенева, своим общим архитектурным замыслом (размер, формы, планировка и компоновка помещений) из комплекса выделяется собственно здание вокзала. Бартенев также отметил корректное общее колористическое решение. Главные фасады выполнены из витражей с выразительным графичным рисунком металлических переплётов Вокзал строился в 1961—1962 годах и был открыт 6 мая 1963 года под названием Автовокзал № 2. Вокзал был открыт под номером №2, ввиду ещё существовавшего в те дни, Автовокзала №1 (находился в здании бывшей гауптвахты на Сенной площади, был закрыт в 1987 году ) . Был возведен на месте ранее существовавшего Предтеченского рынка (по иному — «Лиговская барахолка»).
В 2001—2003 годах здание вокзала было реконструировано. На месте старого здания, в котором работало три кассы, было возведено современное двухуровневое, была введена компьютеризированная система продажи билетов. Пропускная способность повысилась с 20 до 160 автобусов в час, на вокзал было перенесено более 40 областных маршрутов.
В 2010 году была открыта станция метро «Обводный канал», которая повысила его транспортную доступность, вокзал ранее критиковался за отдаленность от метрополитена.
- Перрон в 2013 году
- Перрон в 2024 году